# Улица Свердлова (Воронеж)
Улица Свердло́ва — улица в исторической части Воронежа, проходит от Транспортной улицы вдоль железнодорожных путей к Московскому проспекту. Сквозной проезд по улице, ныне состоящей из двух участков, отсутствует. Протяжённость участка улицы от Транспортной до улицы Чернышёва около 560 м, выходящий к Московскому проспекту участок более короткий — около 225 м. Улица — одна из границ Центрального района.

## История
Прошедшая по территории Ямской слободы, улица в западной своей части застроилась жилыми домами в начале XX века. Она называлась 1-й Николаевской (1-й Ново-Николаевской), вероятно, по имени российского императора Николая II. Восточная часть улицы, относившаяся к Привокзальному посёлку, сложилась на рубеже XIX—XX веков и носила название Александровская, по имени, повторявшемся в роду местных землевладельцев Бринкманов. Среди них наиболее известен был Александр Германович Бринкман (1835—1899), служивший в 1861—1863 годах в Михайловском Воронежском кадетском корпусе (репетитор, затем — преподаватель тактики и военной истории), в 1870—1872 годах чиновник для особых поручений при губернаторе, после служил в Министерстве внутренних дел в Петербурге, занимал должность вице-губернатора в Астрахани, где и скончался, тело его было перевезено в Воронеж, похороны прошли на Вознесенском кладбище Воронежа.
В 1923 году 1-ю Николаевскую и Александровскую улицы объединили в одну и назвали в память видного деятеля Советской России Я. М. Свердлова (1885—1919).
Воронежские железнодорожные мастерские начали работу в районе улицы ещё в 1868 году. Со временем они развились в Воронежский паровозоремонтный завод (1928), в 1929 году поучивший имя Ф. Э. Дзержинского, ныне — филиал АО «Желдорреммаш». Предприятие не раз, в 1870-х, 1890-х, 1911—1914 годах, реконструировалось. В 1891 году на территории мастерских построили первую в городе электростанцию, которая обслуживала как мастерские, так и железнодорожную станцию. В предвоенные годы завод был одним из самых крупных на транспорте, был оснащён новой техникой, на нём работало свыше 7,5 тыс. человек. Годовой выпуск составлял несколько сотен паровозов. С началом Великой Отечественной войны многие из работников были призваны в армию, завод перешёл на выполнение оборонных заказов, был освоен выпуск многих видов вооружения, боеприпасов и военного снаряжения, техники, включая «катюши».
В настоящее время в производственный комплекс входит 13 старинных корпусов. Постепенно расширяясь, предприятие занимало новые территории и со временем серединная часть улицы отошла под территорию завода.

## Достопримечательности
д. 5 — Комплекс паровозоремонтных мастерских (железнодорожные мастерские, здание малярного цеха железнодорожных мастерских, здание электростанции, литейный цех, паровозный цех).